# بخش گویمالن
بخش گویمالن (به اسپانیایی: Departamento Guaymallén) یک منطقهٔ مسکونی در آرژانتین است که در استان مندوسا واقع شده‌است. بخش گویمالن ۱۶۴ کیلومتر مربع مساحت و ۲۸۳٬۸۰۳ نفر جمعیت دارد.